# Catonephele sabrina
Catonephele sabrina (Hewitson, 1852) é uma borboleta neotropical da família Nymphalidae. É nativa da região sudeste do Brasil, entre o Rio de Janeiro e Santa Catarina, incluindo Paraná, São Paulo e Minas Gerais. Apresentam dimorfismo sexual evidente. Machos são de uma coloração negra uniforme, vistos por cima, com uma faixa fortemente amarela ou alaranjada cruzando suas quatro asas; da área superior das asas posteriores, onde é mais engrossada, até o meio das asas anteriores, sem chegar à borda das asas e com outra região de mesma coloração, longamente ovalada e transversalmente disposta, logo acima e se tornando ligeiramente castanha na borda inferior da lateral das asas. Suas fêmeas de coloração negra, dotada de marcações brancas cujas maiores são longas faixas retilíneas na parte superior das asas posteriores; mais caracterizadas ainda pela presença de uma extensa mancha avermelhada que ocupa praticamente toda a borda lateral e inferior das asas anteriores; havendo quem, nela, encontre semelhanças com o padrão de coloração de Heliconius besckei. Inferiormente apresentam padronagem de folha seca. Machos e fêmeas atingem um pouco menos de 7 centímetros de envergadura.

## Hábitos
Borboletas da espécie Catonephele sabrina geralmente são vistas ocorrendo tanto em florestas primárias quanto em florestas secundárias. São atraídas por frutos em fermentação. Machos também podem ser encontrados no solo, em praias de rio e poças de água, bebendo os sais minerais ali contidos ou estando pousados sobre fezes de animais carnívoros.